# Marlene Röder
Marlene Röder (* 1983 in Mainz) ist eine deutsche Schriftstellerin.

## Leben und Werk
Marlene Röder wurde 1983 in Mainz geboren. Nach dem Abitur absolvierte sie eine Ausbildung zur Glasmalerin. Im Jahre 2006 nahm sie ein Lehramtsstudium für Förderschulen mit den Fächern Deutsch und Kunst auf, das sie 2011 abschloss.
Im Jahre 2006 erhielt Marlene Röder den „Hans-im-Glück-Preis“ der Stadt Limburg für Jugendliteratur für ihr bis dato unveröffentlichtes Manuskript des Romans Im Fluss. Die Jury hob Marlene Röder als eine „talentierte Nachwuchsautorin“ hervor.
Für ihren zweiten Roman Zebraland wurde sie 2010 mit dem Evangelischen Buchpreis und dem Hans-Jörg-Martin-Preis für den besten Jugendkrimi ausgezeichnet. 2011 erschien ihr Erzählungsband Melvin, mein Hund und die russischen Gurken, für den Marlene Röder eines der Kranichsteiner-Literaturstipendien erhielt. Die Deutsche Akademie für Kinder- und Jugendliteratur setzte den Titel 2012 auf ihre Auswahlliste für den Großen Preis der Akademie. Röders Roman Cache stand auf der Shortlist für den Deutsch-Französischen Jugendliteraturpreis 2017.
Röder lebt mit ihrer Familie in Düsseldorf und arbeitet als Schriftstellerin und als Förderschullehrerin.

## Presseschau
Melina und das Geheimnis aus Stein (2013)

„Was es für einen jungen Menschen bedeutet, eine depressive Mutter zu haben und zugleich in der Klasse Außenseiterin zu sein, versteht Marlene Röder literarische geschickt aufzuarbeiten. Insbesondere ihr Ansatz, das Thema in einer fantastisch angehauchten Geschichte zu erzählen, macht aus diesem Roman für Leser ab 10 kein Problembuch, sondern eine Geschichte, die jede Menge Kraft spendet.“

## Auszeichnungen und Nominierungen
- 2006: Hans-im-Glück-Preis für Im Fluss
- 2007: JuBu Buch des Monats Oktober für Im Fluss
- 2009: Kröte des Monats Juli für Zebraland
- 2010: Evangelischer Buchpreis für Zebraland
- 2010: Hansjörg-Martin-Preis – Kinder- und Jugendkrimipreis für Zebraland
- 2012: Kranichsteiner Jugendliteratur-Stipendium für Melvin, mein Hund und die russischen Gurken
- 2017: Deutsch-Französischer Jugendliteraturpreis – Shortlist mit Cache
- 2017: Förderpreis für Literatur der Landeshauptstadt Düsseldorf

## Bibliografie
- Im Fluss. Ravensburger Buchverlag, Ravensburg 2007, ISBN 978-3-473-35277-7.
- Zebraland. Ravensburger Buchverlag, Ravensburg 2009, ISBN 978-3-473-35301-9.
- Melvin, mein Hund und die russischen Gurken. Erzählungen. Ravensburger Buchverlag, Ravensburg 2011, ISBN 978-3-473-40067-6.
- Melina und das Geheimnis aus Stein. Text: Marlene Röder, Illustration: Felicitas Horstschäfer, Ravensburger Buchverlag, Ravensburg 2013, ISBN 978-3-473-36861-7.
- Frechvogel und Mutkröte. Text: Marlene Röder, Illustration: Daniela Chudzinski, Ravensburger Buchverlag, Ravensburg 2014, ISBN 978-3-473-44633-9.
- Cache. S.Fischer KJB, Die Bücher mit dem blauen Band, Hrsg.: Tilman Spreckelsen, Frankfurt a. M. 2016, ISBN 978-3-7373-4026-7.